# Березень 2010
Березень — третій місяць 2010 року, що почався в понеділок 1 березня і закінчився в середу 31 березня.
- 1 березня
  - Віктор Янукович відвідав Брюссель. Це перший перший закордонний візит Януковича на посаді Президента України[1]
  - Після 8 місяців перебування у розшуку Віктор Лозінський здався Генеральної прокуратури[2]
- 2 березня
  - Голова Верховної Ради України Володимир Литвин оголосив про припинення діяльності демократичної коаліції у складі трьох фракцій – Блоку «Наша Україна – Народна самооборона», БЮТ та Блоку Литвина[3]
- 3 березня
  - Верховна Рада відправила уряд Юлії Тимошенко у відставку. За відповідну резолюцію недовіри уряду проголосувало 243 депутати[4]
- 4 березня
  - Європейський суд із прав людини в Страсбурзі почав розглядати позов проти російської держави представників колишньої приватної нафтової компанії «ЮКОС», яку податковими вимогами довели до банкрутства й ліквідації[5]
  - Комітет у міжнародних справах Палати представників Конгресу США схвалив резолюцію, в якій дії Османської імперії проти вірмен на початку XX століття визнаються геноцидом[6]
- 5 березня
  - Президент України Віктор Янукович здійснив свій перший візит до Москви[7][8]
- 7 березня
  - В Іраку пройшли вибори до парламенту країни[9][10][11]
- 9 березня
  - Верховна Рада України ухвалила закон, яким внесла зміни до свого Регламенту, що передбачають дозволити формувати коаліцію фракціями й окремими депутатами[12]
- 11 березня
  - Верховна Рада України затвердила новий уряд на чолі з Миколою Азаровим[13]
- 12 березня
  - У Ванкувері стартували зимові Паралімпійські ігри[14][15][16]
- 14 березня
  - В Таїланді десятки тисяч людей зібралися в Бангкоку на акцію протесту, вимагаючи відставку уряду, розпуск парламенту та проведення нових виборів[17][18][19]
- 19 березня
  - Президент Ємену Алі Абдулла Салех оголосив про закінчення війни з шиїтськими повстанцями, боротьбу з якими центральна влада вела в північно-західній провінції Саада з 2004 року[20]
  - Влада США ввела нові санкції стосовно радикального ісламістського угруповання Хамас[21]
- 20 березня
  - В 50[22] містах Росії тисячі людей вийшли на акції протесту проти соціально-економічної політики влади та придушення їхніх громадянських прав і свобод[23][24][25]
  - На Пекін обрушилася сильна піщана буря[26][27][28] А на Австралію насунувся потужний тропічний циклон Улуї[29][30]
  - Прем'єр-міністр Іраку Нурі Аль-Малікі закликав до перерахунку голосів на парламентських виборах[31], втім Іракська виборча комісія відмовила йому в цьому[32]
- 21 березня
  - У Ванкувері завершилися зимові Паралімпійські ігри. Україна посіла п'яте місце, виборовши 4 золоті (в тому числі останню з розігруваних[33]), 7 срібних та 6 бронзових медалей. Попереду — Німеччина, Росія, Канада та Словаччина[34]
  - У зв'язку з виверженням вулкана в Ісландії влада країни евакуювала понад 500 чоловік.[35] В країні оголошено надзвичайний стан[36][37]
- 22 березня
  - Палата представників конгресу США прийняла пакет законів про реформу охорони здоров'я[38]
- 25 березня
  - Білорусь подала позов проти Росії в Економічний суд СНД про правомірність стягнення останньою експортних мит на нафтопродукти[39][40][41]
- 26 березня
  - Оголошено остаточні підсумки парламентських виборів у Іраку, згідно з якими найбільшу кількість голосів здобув Національний рух Іраку[42]
- 27 березня
  - У Москві помер сьомий чемпіон світу з шахів Василь Смислов[43][44]
- 29 березня
  - В Москоському метрополітені (на станції «Парк Культури» та «Луб'янка») відбулося два вибухи, які здійснили терористки-смертниці. Внаслідок цього загинуло щонайменше 37 осіб, ще 27 отримали поранення[45][46]
- 30 березня
  - У Великому адронному колайдері вперше успішно здійснено зіткнення протонів, що рухалися зі швидкістю, наближеною до швидкості світла[47][48]
  - Сомалійські пірати захопили біля берегів Сомалі вісім індійських суден, заручниками стали 120 моряків[49][50][51]
- 31 березня
  - У штаб-квартирі ООН у Нью-Йорку відбулася міжнародна конференція з проблем допомоги відродженню Гаїті після руїни внаслідок землетрусу. Участь взяли представники понад ста країн. Метою конференції було насамперед зібрання коштів для відбудови Гаїті[52][53][53]
  - У дагестанському місті Кизляр відбулося два вибухи, загинуло за різними даними 9-12 осіб[54][55][56]
  - Парламент Сербії ухвалив резолюцію про принесення офіційних вибачень за масове вбивство боснійських мусульман у Сребрениці 1995 року, організоване союзниками Белґрада — боснійськими сербами[57][58][59]
  - Ісламський суд у Ніґерії відхилив апеляцію правозахисників і остаточно заборонив у соціальних мережах Facebook і Twitter дебати про ампутацію кінцівок як покарання за правопорушення[60][61][62]
  - На зустрічі глав центральних банків Катару, Кувейту, Бахрейну і Саудівська Аравія у Ер-Ріяді було сформовано Валютну раду, яка, за задумом, розробить основу для початку роботи регіонального Центробанку і план запровадження єдиної валюти в рамках програми, розрахованої на 10 років[63]